# Ali Wong
Pour les articles homonymes, voir Wong.
Alexandra Wong, dite Ali Wong, est une actrice et humoriste américaine, née le 19 avril 1982 à San Francisco.
Elle est connue pour ses stand-ups Baby Cobra et Hard Knock Wife, dont les captations sont diffusées sur Netflix, ainsi que ses rôles à la télévision dans American Housewife, Are You There, Chelsea?, Inside Amy Schumer, et Black Box. Elle a également écrit pour les trois premières saisons de la sitcom Bienvenue chez les Huang. En 2019, elle tient le rôle principal dans Always Be My Maybe aux côtés de Randall Park, avec qui elle est également productrice et scénariste du film.

## Biographie
Alexandra Wong est née le 19 avril 1982 dans le quartier de Pacific Heights à San Francisco, en Californie,. Elle est la cadette d'une famille de quatre enfants,.
Son père, Adolphus Wong, est un médecin anesthésiste-réanimateur américain originaire de Chine qui a travaillé pour Kaiser Permanente (en) pendant 30 ans,.
Sa mère, Tam « Tammy » Wong, a émigré aux États-Unis depuis Hué, dans le centre du Viêt Nam.
Elle a un frère Andrew Wong et une sœur Mimi Wong.
En 2000, elle est diplômée de la San Francisco University High School. En 2004, elle obtient un baccalauréat en arts à l'université de Californie à Los Angeles (UCLA), où elle s'est spécialisée en études américano-asiatiques. À l’UCLA, elle  est membre de la compagnie de théâtre LCC de l’université et se découvre alors un amour pour la scène.

### Vie privée
Elle a été mariée à Justin Hakuta de 2014 à 2022. Ils ont deux filles, Mari et Nikki Hakuta. Depuis 2023, elle est en couple avec l'acteur Bill Hader.

## Carrière
Après avoir obtenu son diplôme universitaire à l’âge de 23 ans, elle essaye le stand-up pour la première fois au comedy club Brainwash Cafe, puis déménage à New York peu de temps après pour poursuivre ses études en comédie. À New York, elle se produit jusqu’à neuf fois par nuit.
En 2011, le magazine Variety la nomme parmi l’une des « 10 comiques à surveiller ». Elle est invitée peu de temps après au Tonight Show, au John Oliver's New York Stand-Up Show, et au Comedy Underground Show de Dave Attell. Elle joue également dans la série NBC Are You There, Chelsea?. Elle apparaît ensuite dans Best Week Ever sur VH1 et Hey Girl sur MTV en 2013. Elle joue dans Savage d’Oliver Stone, aux côtés de Benicio del Toro et Salma Hayek.
En 2014, elle joue le rôle du Dr Lina Larc dans la série dramatique médicale d’ABC Black Box, aux côtés de Kelly Reilly et Vanessa Redgrave,. Elle joue ensuite dans plusieurs épisodes d’Inside Amy Schumer et est scénariste sur Bienvenue chez les Huang à partir de 2014.
Pour la fête des Mères de 2016, Netflix diffuse un de ses spectacles de stand-up, enregistré en septembre 2015 au théâtre Neptune à Seattle, alors que la comédienne était enceinte de 7 mois de son premier enfant,,,,.
En 2016, elle commence à jouer comme actrice principale dans la sitcom d’ABC, American Housewife.
Le 13 mai 2018, le deuxième spectacle de Wong, Hard Knock Wife, est diffusé sur Netflix. Il a été enregistré à la fin du mois de septembre 2017 au Winter Garden Theatre de Toronto alors qu’elle était enceinte de 7 mois de son deuxième enfant,,.
Wong joue aux côtés de Randall Park dans le film Always Be My Maybe distribué par Netflix en 2019, réalisé par Nahnatchka Khan et écrit par Wong, Park et Michael Golamco. Le film est une comédie romantique inspirée de Quand Harry rencontre Sally. Wong prête également sa voix au personnage principal de Bertie dans la sitcom animée pour adultes Tuca & Bertie diffusée sur Netflix,. En juillet 2019, Wong présente son troisième one-woman-show au Tabernacle à Atlanta.

## Spectacles

### Baby Cobra
Ali Wong enregistre son spectacle comique Baby Cobra en septembre 2015, alors enceinte de 7 mois. Il est diffusé au printemps 2016, le jour de la fête des Mères, par Netflix. Le titre du spectacle vient de la pose de yoga favorite de l’humoriste. C’est l’une des rares artistes à monter sur scène enceintes, une pratique initiée par Joan Rivers en 1967, suivie par Amy Poehler en 2008, Beyoncé en 2011, ou encore Alicia Keys aux MTV Europe Music Awards en 2014. Elle y parle des clichés sur l’attirance sexuelle des hommes asiatiques, des double standards de la parentalité, des injonctions faites aux femmes enceintes, et plaisante sur sa fausse couche,,,,.

### Hard Knock Wife
Wong enregistre son second spectacle comique pour Netflix, Hard Knock Wife, à la fin du mois de septembre 2017 au Winter Garden Theatre de Toronto. Comme le premier, elle y est enceinte de 7 mois, et le spectacle est également diffusé le jour de la fête des Mères le 13 mai de l’année suivante,. Elle y reprend des thèmes de son premier spectacle, et détaille « l’enfer » de la maternité : la charge mentale, l’allaitement, et les préjugés sexistes. Elle parle de également l’anxiété liée au succès acquis avec son premier spectacle,.

## Filmographie

### Cinéma

#### Longs métrages
- 2012 : Savages d’Oliver Stone : Claire
- 2013 : Dealin' with Idiots (en) de Jeff Garlin : Katie
- 2016 : Angry Birds, le film (The Angry Birds Movie) de Clay Kaytis et Fergal Reilly : Betty Bird (voix)
- 2017 : Lego Ninjago, le film (The LEGO Ninjago Movie) de Charlie Bean, Paul Fisher et Bob Logan : Général Olivia (voix)
- 2017 : Father Figures de Lawrence Sher : Ali
- 2017 : The Hero de Brett Haley : Elle-même
- 2018 : Ralph 2.0 (Ralph Breaks the Internet) de Rich Moore et Phil Johnston : Felony (voix)
- 2019 : Always Be My Maybe de Nahnatchka Khan : Sasha
- 2020 : Birds of Prey de Cathy Yan : Ellen Yee
- 2020 : En avant (Onward) de Dan Scanlon : Officier Gore (voix)
- 2020 : Phinéas et Ferb, le film : Candice face à l'univers (Phineas and Ferb the Movie: Candace Against the Universe) de Bob Bowen : Super Super Big Doctor (voix)

#### Courts métrages
- 2014 : Super Sleuths de Benjamin Dickinson : Raq
- 2019 : Bonfire d'Eric Darnell : Debbie

### Télévision

#### Séries télévisées
- 2011 : Breaking In : Ana Ng
- 2012 : Are You There, Chelsea? : Olivia
- 2014 : Black Box : Dr Lina Lark
- 2014 - 2015 : Inside Amy Schumer : Maureen / Ali / Ellie
- 2015 : BoJack Horseman : Maddy (voix)
- 2016 : American Dad! : Candace (voix)
- 2016 : Animals (en) : Dana (voix)
- 2016 - 2021 : American Housewife : Doris
- 2017 : Bienvenue chez les Huang (Fresh Off the Boat) : Margot
- 2017 : Drive Share : Julie
- 2018 : OK K.O.! (OK K.O.! Let's Be Heroes) : Twisty (voix)
- 2018 : Ask the StoryBots (en) : Le cerveau
- 2018 : Gods of Medicine : Michele Cheng
- 2019 - 2022 : Tuca and Bertie : Bertie (voix)
- 2019 - 2023 : Big Mouth : Ali (voix)
- 2020 : Love, Victor : Mme Thomas
- 2021 : The Fungies : Kittlin (voix)
- 2022 : Paper Girls : Erin adulte
- 2022 : Human Resources : Becca Lee (voix)
- 2023 : Acharnés (Beef) : Amy Lau
- 2024 : Monstres & Cie : Au travail (Monsters at Work) : Jill (voix)

### Scénariste
- 2019 : Always Be My Maybe de Nahnatchka Khan

## Distinctions

### Récompenses
- Golden Globes 2024 : Meilleure actrice dans une mini-série ou un téléfilm pour Acharnés
- Gotham Independent Film Awards 2024 : meilleure actrice dans une mini-série pour Acharnés
- Critics' Choice Movie Awards 2024 : meilleure actrice dans une mini-série pour Acharnés
- Emmy Awards 2024 : Meilleure actrice dans une mini-série ou un téléfilm pour Acharnés
- Golden Globes 2025 : Meilleure performance dans un spectacle de stand-up à la télévision pour Single Lady

### Nominations
- People's Choice Awards 2024 : meilleure actrice dans une mini-série pour Acharnés
- Satellite Awards 2024 : meilleure actrice dans une minisérie pour Acharnés
- Screen Actors Guild Awards 2024 : meilleure actrice dans une minisérie pour Acharnés
- Independent Spirit Awards 2024 : meilleure actrice dans une minisérie pour Acharnés
- AACTA International Awards 2024 : meilleure actrice dans une minisérie pour Acharnés